# Tom Sherak
Thomas Mitchell Sherak (Nueva York, 22 de junio de 1945 – Calabasas (California), 28 de enero de 2014) fue un actor y productor cinematográfico estadounidense, que llegó a ser presidente de la Academia de Artes y Ciencias Cinematográficas.

## Biografía
Sherak nació en Brooklyn y estudió en el New York City Community College donde se graduó en marketing. Se unió a la Paramount Pictures en 1970 trabajando como distribuidor en las oficinas de Nueva York, Washington D. C. y Saint Louis. Llegó a ser vicepresidente en General Cinema momento en el que fichó por 20th Century Fox en 1983, sirviendo como presidente de distribución doméstica antes de convertirse en presidente de su grupo nacional. Controló el rodaje de Aliens (1986), Die Hard (1988), Home Alone (1990), Mrs. Doubtfire (1993) e Independence Day (1996).
En 2000, se unió a Revolution Studios y controló la producción de 30 películas en siete años, entre las que se encuentran El único (como productor ejecutivo) y Black Hawk Down. 
En 2003, se convirtió en uno de los miembros de la Junta de Gobernadores de la rama de ejecutivos de la Academia de Artes y Ciencias Cinematográficas y en 2009 fue elegido presidente de la Academia y cumplió el máximo de tres mandatos. Fue sucedido por Hawk Koch en 2012. El 26 de septiembre de 2013, el alcalde de Los Ángeles Eric Garcetti nombró a Tom Sherak como director de la recién creada Oficina de Producción e Industria del Entretenimiento del Alcalde.
Ejerció como presidente de MS Dinner of Champions durante dos décadas, ayudando a recaudar millones de dólares para la investigación de esclerosis múltiple, una enfermedad que tenía su hija Melissa. Recibió el Premio al Liderazgo Público en Neurología en 2011 de la Academia Estadounidense de Neurología. También fue presidente de la Will Rogers Motion Pictures Pioneer Foundation y formó parte de la junta del Motion Picture & Television Fund y Variety, Children's Charity del sur de California.
Sherak murió el 28 de enero de 2014, en Calabasas (California) por un cáncer de próstata y fue enterrado en el Mount Sinai Simi Valley. Se el concedió póstumamente una estrella en la Paseo de la Fama de Hollywood en la 6910 de Hollywood Blvd.